# Myron richardsonii
Myron richardsonii är en ormart som beskrevs av John Edward Gray 1849. Myron richardsonii ingår i släktet Myron och familjen Homalopsidae. Inga underarter finns listade i Catalogue of Life.
Utbredningsområdet ligger i södra Papua Nya Guinea och i norra Australien nära havet samt på ön Aru som är den östligaste av Aruöarna. Habitatet utgörs av mangrove, korvsjöar, floder som tidvis torkar ut och liknande landskap. Individerna skapar underjordiska bon. De jagar smörbultar som troligen kompletteras med kräftdjur och nakensnäckor. Honor lägger inga ägg utan föder levande ungar.
Landskapsförändringar som torrläggning av mangrove kan vara ett hot i framtiden men än så länge är inga nutida hot kända. Myron richardsonii är allmänt sällsynt. IUCN kategoriserar arten globalt som livskraftig.